# Süngülü
Süngülü (oude benaming: Arile) is een van de 49 dorpen in het district Posof in het oosten van Turkije. Süngülü ligt aan de grens met Georgië.